# Mimi Kodheli

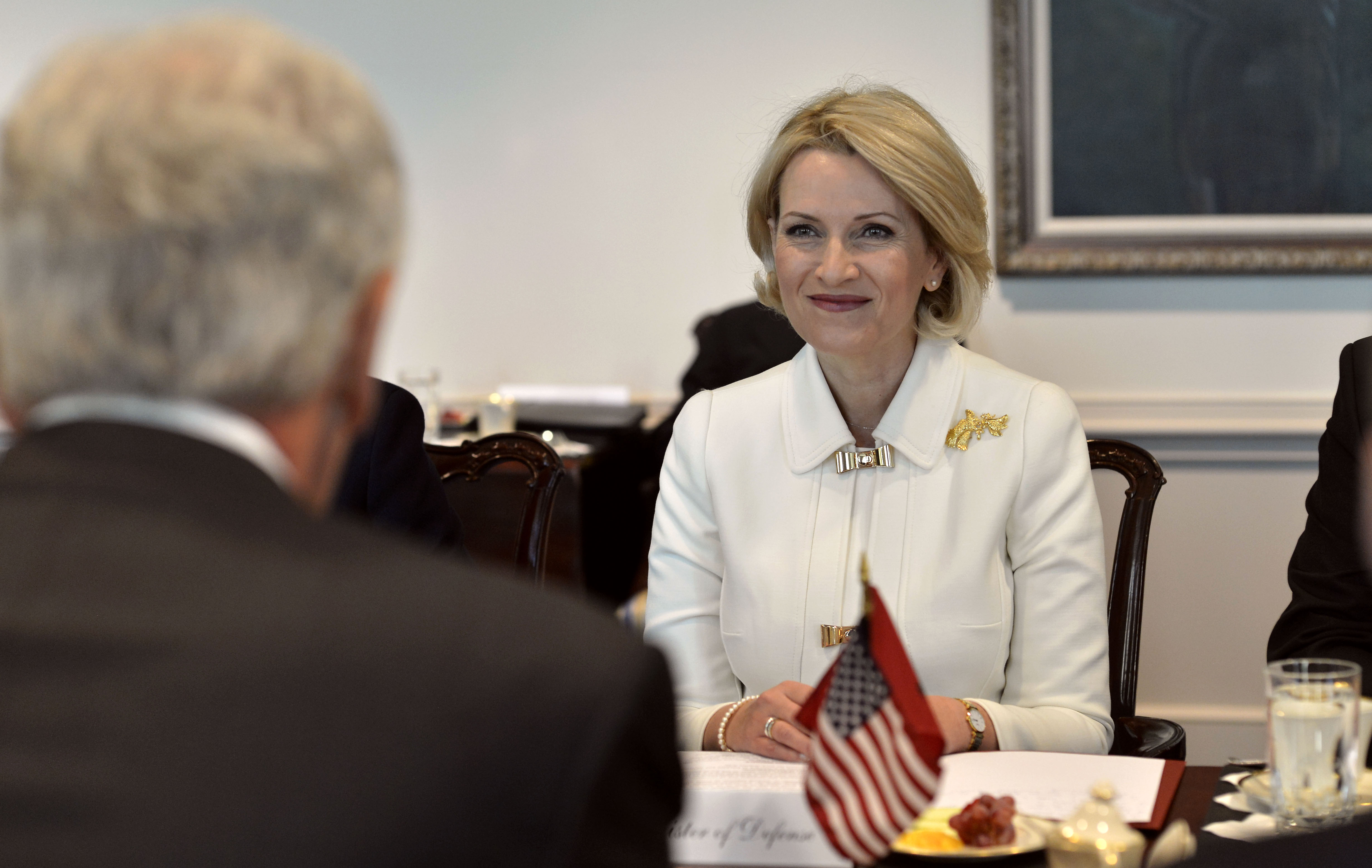
Mimi Kodheli an einem Treffen mit dem amerikanischen Verteidigungsminister Chuck Hagel im Oktober 2014

Mimi Kodheli (* 11. September 1964 in Tirana) ist eine albanische Politikerin (PS). Zwischen 2013 und 2017 war sie Verteidigungsministerin im Kabinett unter Ministerpräsident Edi Rama (PS). Sie war die erste Frau in diesem Amt und wurde im September 2017 von Olta Xhaçka (PS) abgelöst.

## Ausbildung
Kodheli absolvierte 1986 ihr Studium in Finanzwissenschaft an der Universität Tirana, bevor sie im Jahr 2000 den Master in Betriebswirtschaftslehre an der University of Nebraska-Lincoln in den Vereinigten Staaten erlangte. 2007 schrieb sie ihre Dissertation in Wirtschaftswissenschaft an den Universitäten in Verona (Italien) und Tirana.

## Politische Laufbahn
Kodheli begann ihre politische Karriere im Jahr 2002, als sie zur Stellvertreterin des Bürgermeisters von Tirana, Edi Rama, wurde. 2005 war sie für ein Jahr lang Präfektin des Qarks Tirana. 2007 wurde sie in den Vorstand der Sozialistischen Partei gewählt. Bei den Parlamentswahlen 2009 trat Kodheli als Kandidatin der Sozialistischen Partei an. Sie hatte Erfolg und konnte ins Kuvendi i Shqipërisë einziehen und war während der gesamten Legislaturperiode stellvertretende Präsidentin der Kommission für Wirtschaft und Finanzen.
Bei der Parlamentswahl vom 23. Juni 2013 wurde Kodheli als Abgeordnete des Qarks Lezha wiedergewählt und am 31. Juli wurde bekannt, dass sie im nächsten Regierungskabinett unter dem Parteivorsitzenden der Sozialisten, Edi Rama, das Verteidigungsministerium leiten wird. Am 15. September wurde sie vor dem Präsidenten Bujar Nishani vereidigt und am nächsten Tag trat sie ihre Arbeit als Verteidigungsministerin an. Sie folgt damit Arben Imami (PD) im Amt.
Seit der Regierungsumbildung nach den Wahlen im Sommer 2017 ist Kodheli Leiterin des parlamentarischen Ausschusses für die Außenpolitik.

## Privates
Mimi Kodheli ist mit Leka Kodheli verheiratet. Die beiden haben einen gemeinsamen Sohn, Mikel (* 1989).
Kodheli spricht fließend Englisch und Italienisch und hat französische und spanische Sprachkenntnisse.